# Thomasettia seychellana
Thomasettia seychellana là một loài nhện trong họ Sparassidae. Chúng thuộc chi đơn loài Thomasettia, được Arthur Stanley Hirst miêu tả năm 1911.